# IFK Björneborg
IFK Björneborg var en idrottsförening från Björneborg i Finland. Föreningen grundades år 1919 och avregistrerades i Patent- och registerstyrelsens föreningsregister 2017, men hade fram till avregistreringen inte varit aktiv sedan 1960-talet.
Klubbens färg var brun med en röd fyruddiga IFK-stjärna.

## Historik
Idrottsföreningen Kamraterna i Björneborg bildades den 4 februari 1919. Nils Nylander blev föreningens första ordförande. Andra medlemmar i styrelsen var Carl Erik Olin, Wilhelm Guerillot samt Nils och Sven-Erik Rosenlew. En månad senare, den 1 mars, beslöt klubben att ansöka om inträde i Finlands Svenska Idrottsförbund. IFK spelade sin första bandysmatch nästan direkt efter etableringen i februari. Då mötte man Porin SLU i en match som SLU vann. Bandyverksamheten fortsatte starkt på BIFK under hela 1920-talet, men även andra sporter spelades. 1922 planerade man att bl.a. friidrott och tennis skulle upptas på föreningens programmet. Dessutom anordnade klubben gymnastikuppvisningar varje år sedan föreningens grundandet fram till 1930-talet. Hela denna tid var gymnastikverksamheten till stor del ansvaret för Porin Lyseos (Björneborgs Gymnasium) gymnastiklärare och olympiska gymnastikmedaljör Arvid Rydman.
Under klubbens tidiga skeden var motorn i bandyverksamheten Anders "Atte" Skogström, teknisk chef för Björneborgs Mekaniska Verkstad. Han hade vunnit fyra finska mästerskap i Helsingfors IFK i början av 1910-talet. Det var nog till stor del tack vare Skogströms insats och kontakter som BIFK blev Björneborgs bästa bandyklubb i 1923. Laget förstärktes då av två personer från utanför Björneborg: Ragnar Heyno, som tidigare hade representerat IFK Viborg och Bror Wiberg som liksom Skogström hade vunnit ett par finska mästerskap i bandy i HIFK och hade representerat  Finlands fotbollslandslag vid de olympiska spelen i Stockholm också. BIFK förnyade sitt stadsmästerskap 1924 men på grund av de milda vintrarna 1925 och 1926 kunde man inte alls spela bandy i Björneborg, och BIFK:s åldrande grupp var inte längre densamma när den fick spela igen 1927. De följande säsongerna medförde heller ingen förbättring och säsongen 1931–32 hade IFK inte längre något lag alls.
Förutom den tillfälliga uppgången i isbollsverksamheten stärktes IFK även på andra sätt under 1920-talet. 1925 hade Atte Skogström blivit ordförande i föreningen i stället för Ragnar Heyno, som valdes in 1923, och IFK hade 87 medlemmar. 1926 blev Bo-Eric Blumenthal ordförande, och medlemsantal i föreningen hade redan ökat till 107. Under Blumenthals mandattid började IFK verkligen satsa på fotbollsverksamhet som startade senast 1925, eftersom föreningen flitigt främjade fotbollen och spelade mot lokala motståndare Porin Palloilijat, Turku Makkabé och Rauman Urheilijat med ett förstärkt lag. Tydligen nådde dock IFK inte de önskade resultaten inom fotbollen, eftersom fotbollsaktiviteten sjönk snabbt, även om det gjordes ett försök att återuppliva den så sent som 1928 under Eric Hagners ordförandeskap.
Efter svagare säsonger tog BIFK:s bollverksamhet fart igen säsongen 1933–34. Den 6 februari 1934 föreningen grundade Finlands Bollförbund Satakunta-distriktet tillsammans med Porin Palloilijat, Porin Kärpät och Raumos Iirot. Inom bandy hade BIFK herrlaget som fortfarande leds av Skogström och ett damlag som spelade den första damers bandymatch i Björneborg mot Porin tyttölyseo (Björneborgs flickgymnasium) den 11 mars 1934. Även säsongen 1934–35 deltog BIFK i bandymatcher med två lag, men de följande säsongerna syntes inte längre IFKs laget på bandyplanerna förutom juniorlaget som fortfarande spelade 1936. 
Åren 1932, 1933, 1934 och 1935 var livliga i föreningens verksamhet. 1932 samlade IFK igen ett fotbollslag  som tävlade i B- och C-mästerskapen i Satakunta mellan 1932 och 1935, men inte nådde någon större framgång. Förutom fotboll startade aktiviteter i tennis och bordtennis igen 1932, och IFK blev medlem i Finsk Tennisförbundet 1934. Harry A. Rinne, som blev IFK:s ordförande 1933, var särskilt aktiv inom tennisen, och vann bland annat IFK:s klubbmästerskap minst 14 gånger.
Året 1934 får räknas som det mest aktiva året i IFK:s historia. Det var då klubbens damsektion grundades. Magda Niska, målvakten för damernas isbollslag, blev dess första ordförande. Dessutom anordnades IFK:s 15-årsfest där Atte Skogstöm, Ragnar Heyno, Arvid Vidman och donator C. Bergström utsågs till hedersmedlemmar i föreningen. En månad efter festen skänkte Skogström och fru Ek silverpokaler för klubbens användning som vandringspriser. Klubbens verksamhet var aktiv inom nästan alla idrotter, och detta avspeglades också i resultaten, då IFK Björneborg placerade sig så högt som tvåa i tävlingar mellan medlemsklubbar i Svenska Finlands Idrottsförbund (SFI), och i början av 1935 IFK hade 108 medlemmar. Då var tempot inte längre lika högt, men IFK låg ändå sjua inom 80 deltagande klubbar i SFI:s friidrottstävling (Märkespokalen) mellan medlemsförenigar. I början av 1936 hade medlemsantalet i föreningen redan sjunkit under hundra, men föreningen utövade åtminstone friidrott, skidåkning, cykling, orientering, tennis och bordtennis.
Tennis- och bordtennisverksamheten var anmärkningsvärt livlig från slutet av 1930-talet fram till 1950-talet. I tennis var IFK den klub nummer ett i Björneborg. De vann den Unitas-vandringspriset som gavs till stadens bästa klubb mot lokalmotståndaren Porin Verkkopalloseura minst fyra gånger i rad. Utöver detta gjorde IFK framgång även på nationell nivå, då man deltog i "Västra Interklubbpokalen" mellan klubbar i västra Finland flera gånger och som bäst vann hela tävlingen 1939. BIFK:s bordtennisspelare tävlade inte bara i sina egna tävlingar och FM-tävlingar men även i klubbkampar mot Åbo klubbar IFK och Makkabé. Under denna tid, förutom Harry A. Rinne, var bland annat Maurice Harju-Jeanty, K. Smedlund, Ebba Lindeberg, Astrid Rinne och fru von Schantz framgångsrika. Men när 1950-talet tog slut, avtog BIFK:s verksamhet även i tennis.
Den stilla perioden slöt i mitten av 1960-talet. I januari 1964 höll dåvarande rektor för Björneborgs svenska samskola och BIFK:s ordförande sedan 1930-talet Harry A. Rinne ett möte med skolans idrottsförening, och man beslöt att skolans idrottsförening skulle uppgå i BIFK . Detta gav skolans idrottare möjlighet att delta i Svenska Finlands Idrottsförbunds (SFI) och de regionala mästerskapen i Nylands–Åbolands distrikt (NÅID). Rinne blev ordförande och Michael Küttner valdes till viceordförande, och han även blev ordförande efter Rinnes bortgång 1965.
Runt mitten av 1960-talet hade klubben ett 70-tal medlemmar och det var ett tjugotal unga idrottare engagerade i klubbens aktiva verksamhet. De utövade olika idrotter en gång i veckan. Basket hade en speciell status: de äldsta pojkarna kunde utöva den vid sidan av andra sporter en timme i veckan under ledning av Clas-Erik Palm. IFK anordnade åtminstone småskaliga aktiviteter under 1966 och 1967 inom skidåkning, friidrott, gymnastik, badminton och bordtennis. I ishockey, basket och volleyboll spelade klubben några vänskapsmatcher.
1964–67 utmärkte sig BIFK:s idrottare särskilt inom friidrotten. Under den korta nya aktiva perioden var klubbens bästa prestation bronsmedaljen som togs av 4 × 100 meter stafettlaget vid SFI:s mästerskapen för ungdom i Lovisa 1965. Dessutom höll BIFK:s Michael Küttner och Michael Nykopp kretsrekordet i Åbolands distrikt i ungdoms 100-metersloppet med tiden 11,1. Küttner hade sprungit denna tiden 1964 och Nykopp 1966. Senast på 70-talet BIFK:s idrottare försvann igen från friidrottens resultatlistor också.
Även om idrottsaktiviteterna avtog igen, fortsatte föreningen att existera formellt för dekader. Åtminstone så sent som 1979 var BIFK fortfarande medlem i Finlands Svenska Idrottsförbund och föreningen avregistrerades i Patent- och registerstyrelsens föreningsregister 2017, då Patent- och registerstyrelsen avregistrerade nästan 35 000 inaktiva föreningar.